# 田端
田端（日语：／ Tabata */?）是東京都北區的町名。現行行政地名為田端一丁目至田端六丁目。

## 地理
位於東京都北區、瀧野川地區東部。田端1丁目與東田端1丁目交界有JR山手線、京濱東北線田端站（大部分位於東田端）。2008年（平成20年）秋天，車站大樓「atre vie田端」（アトレヴィ田端）完工。

### 地價
依據2014年（平成26年）1月1日的公告地價，田端2-11-13的住宅地價為47萬8000日圓/m2。

## 歷史
江戶時代屬豐島郡田端村。現在田端站是位於過去田端村的崖地，傳統上的田端位於車站西部，也就是崖的上側、道灌山台地上。江戶時代，此地多是守護江戶鬼門的上野東叡山寛永寺寺領，另還有許多寺社。住在鶯谷的明治俳人正岡子規之墓所在地大龍寺也位於田端。
田端村在1889年（明治22年）町村制施行時，屬北豐島郡瀧野川村（1913年町制施行後為瀧野川町）大字田端。1930年，大字田端部分區域成立大字田端新町一〜三丁目。瀧野川町在1932年（昭和7年）編入東京市，為瀧野川區，大字田端為田端町。1947年（昭和22年）瀧野川區與王子區合併成立北區。1965年以後，田端町陸續實施住居表示，為現行的田端一〜六丁目、東田端一〜二丁目、中里三丁目一部分。

### 沿革
- 1965年（昭和40年）5月15日 - 實施住居表示（日语：住居表示），田端町一部分成立東田端一〜二丁目。
- 1976年（昭和51年）5月1日 - 實施住居表示，田端町剩餘地區成立田端一〜六丁目與中里三丁目（一部分）。

### 町名變遷
| 實施後     | 實施年月日               | 實施前 |
| ---------- | ------------------------ | ------ |
| 田端一丁目 | 1976年（昭和51年）5月1日 | 田端町 |
| 田端二丁目 | 1976年（昭和51年）5月1日 | 田端町 |
| 田端三丁目 | 1976年（昭和51年）5月1日 | 田端町 |
| 田端四丁目 | 1976年（昭和51年）5月1日 | 田端町 |
| 田端五丁目 | 1976年（昭和51年）5月1日 | 田端町 |
| 田端六丁目 | 1976年（昭和51年）5月1日 | 田端町 |

### 地名由來
意為田圃之端（はじ）的村落。

### 納瑪象
1896年，日本鐵道線上野站與王子站之間開設田端站。2年後的1898年，站內挖掘出象牙（門齒）化石，後帶回東京帝國大學理學部地質學教室。當時的博士生德永重康在隔年回到原地調查，採集到兩顆臼齒化石。他在1906年發表論文，是日本人最早的脊椎動物化石研究。德永當時認為是歐洲古象（w:en:Straight-tusked Elephant），但現在已被認定是獨立種納瑪象。標本經過犬塚則久重新研究後，認為這三個牙齒標本是屬於年輕公納瑪象的左下顎第一大臼齒、右下顎第一大臼歯以及左門牙。目前標本由東京大學總合研究博物館保管，另外北區飛鳥山博物館則有展示複製品。

## 小、中學校學區
區立小、中學校學區請參照下表。
| 町         | 町         | 小學校           | 中學校           |
| ---------- | ---------- | ---------------- | ---------------- |
| 田端一丁目 | 田端一丁目 | 北區立田端小學校 | 北區立田端中學校 |
| 田端二丁目 | 田端二丁目 | 北區立田端小學校 | 北區立田端中學校 |
| 田端三丁目 | 田端三丁目 | 北區立田端小學校 | 北區立田端中學校 |
| 田端四丁目 | 田端四丁目 | 北區立田端小學校 | 北區立田端中學校 |
| 田端五丁目 | 田端五丁目 | 北區立田端小學校 | 北區立田端中學校 |
| 田端六丁目 | 田端六丁目 | 北區立田端小學校 | 北區立田端中學校 |

## 設施
- 田端ASUKA TOWER（田端アスカタワー）
  - JR東日本食品業務（日语：JR東日本フードビジネス）
  - 田端文士村紀念館（日语：田端文士村記念館）
- 田端NSK大廈
  - 東京女子醫科大學附屬東洋醫學研究所診所
- 田端站前通商店街
- 田端高台通商店街
- 富士見橋生態（エコー）廣場館
- 田端三丁目街角（まちかど）廣場
- 田端公園
- 田端台公園
- 田端西台兒童遊園

### 教育機關
- 北區立田端中學校
- 北區立田端小學校
- 北區立瀧野川第四小學校（日语：北區立滝野川第四小学校）

## 史蹟
- 上田端八幡神社
- 田端八幡神社
- 大龍寺
- 東覺寺（赤札不動，谷中七福神（日语：谷中七福神））
- 與樂寺

## 交通

### 鐵道
- JR田端站（■京濱東北線，■山手線） - 車站所在地為東田端

### 道路
- 東京都道458號白山小台線（日语：東京都道458号白山小台線）

## 備註
1. ↑  人口統計表（平成26年08月1日現在） 的存檔，存档日期2014-08-19.
2. ↑  北區飛鳥山博物館. . 東京都北區教育委員會. 1999: 120p.
3. ↑  岩崎泰穎.  (PDF). 東京大學理學部廣報. 1976, 7 (10): 1. （原始内容 (PDF)存档于2013-07-31）.
4. ↑   犬塚則久. . 北區飛鳥山博物館研究報告. 1999, 1: 1–40.
5. ↑  小學校通學區域一覧｜東京都北區 的存檔，存档日期2014-08-17. 2014年3月9日閲覧。
6. ↑  中學校通學區域一覧｜東京都北區 的存檔，存档日期2014-09-06. 2014年3月9日閲覧。